# Stanci (Macedonia Północna)
Stanci (maced. Станци) – wieś w północno-wschodniej Macedonii Północnej, w gminie Kriwa Pałanka.